# Selles-sur-Cher (Käse)

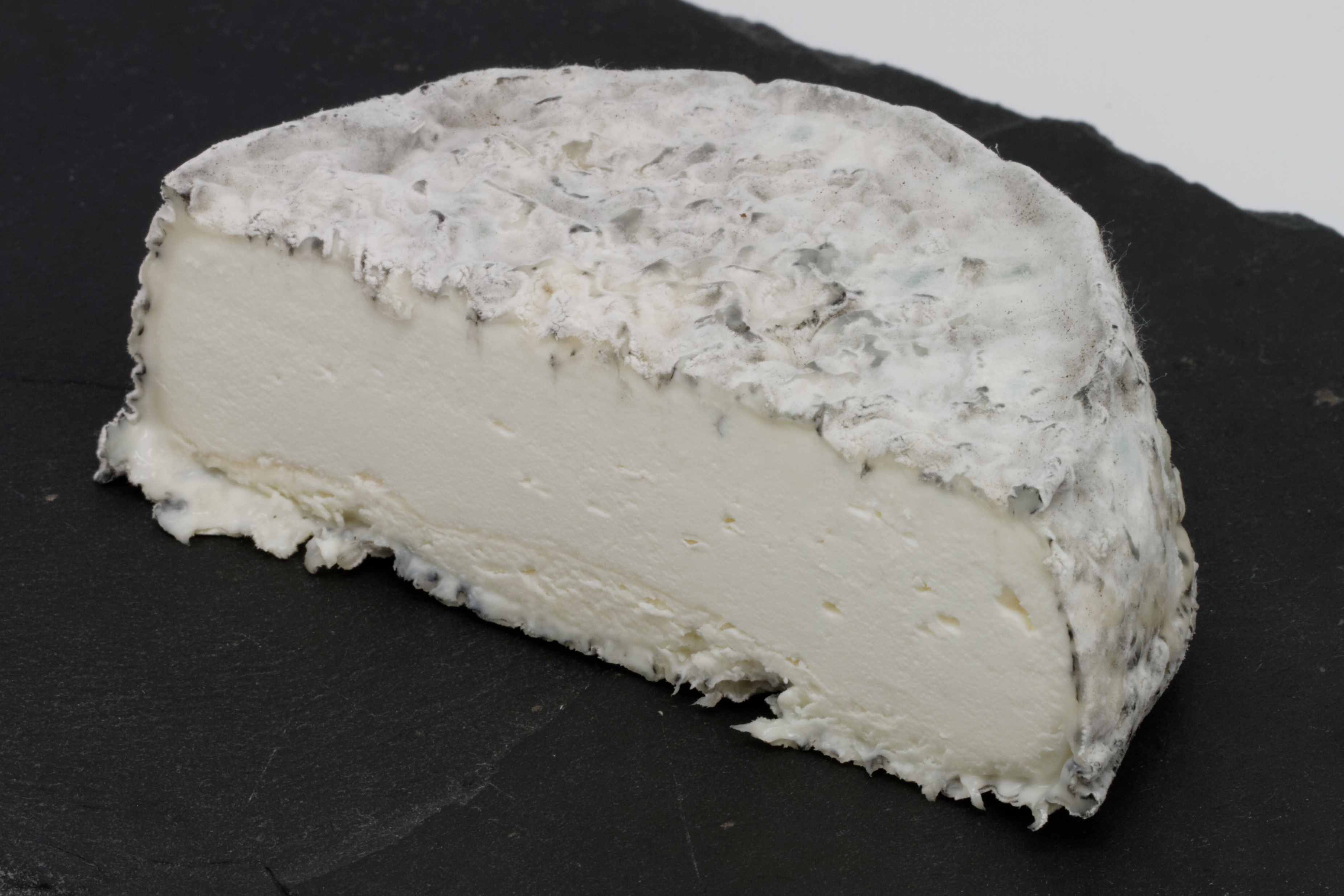
Ein angeschnittener Selles-sur-Cher

Selles-sur-Cher ist ein französischer Rohmilchkäse aus Ziegenvollmilch. Benannt ist er nach der gleichnamigen Stadt im Département Loir-et-Cher in der Region Centre-Val de Loire. Seit 1975 ist er in Frankreich als Appellation d’Origine geschützt, seit 1996 auch in Europa als AOP.

## Beschreibung
Das zugelassene Erzeugungsgebiet umfasst 18 Gemeinden im Départment Cher, 36 im Département Indre und 41 im Département du Loir-et-Cher entlang des Flusses Cher. Die Milch muss von Ziegen der Rassen Alpine, Saanen oder deren Kreuzungen stammen, mindestens 80 % der Zicklein pro Erzeuger müssen in der Region geboren sein. Nach dem Vorreifen der rohen Milch wird diese 18 bis 48 Stunden bei maximal 25° dick gelegt. Danach wird der Bruch in Formen geschöpft, gesalzen und mit Asche bestreut. Anschließend reift der Käse mindestens 10 Tage, teilweise aber auch bis zu 12 Wochen. Der gereifte Käse hat eine leicht konische Form mit einem Durchmesser von ca. 9 cm und ist ca. 3 cm hoch, er wiegt ca. 150 g, und sein Fettgehalt beträgt mindestens 45 % in der Trockenmasse. Die Rinde ist aschgrau, der Anschnitt elfenbeinweiß. Der Käse hat eine frische, schmelzende und ganz leicht pastöse Textur, sein Geschmack ist leicht salzig und säuerlich.
2023 wurden 1031 Tonnen Selles-sur-Cher erzeugt, davon 173 Fermier.